# فالکنهاین
فالکنهاین (به آلمانی: Falkenhain) یک منطقهٔ مسکونی در آلمان است که در Lossatal واقع شده‌است. فالکنهاین  ۳٬۷۲۷ نفر جمعیت دارد.

## نگارخانه

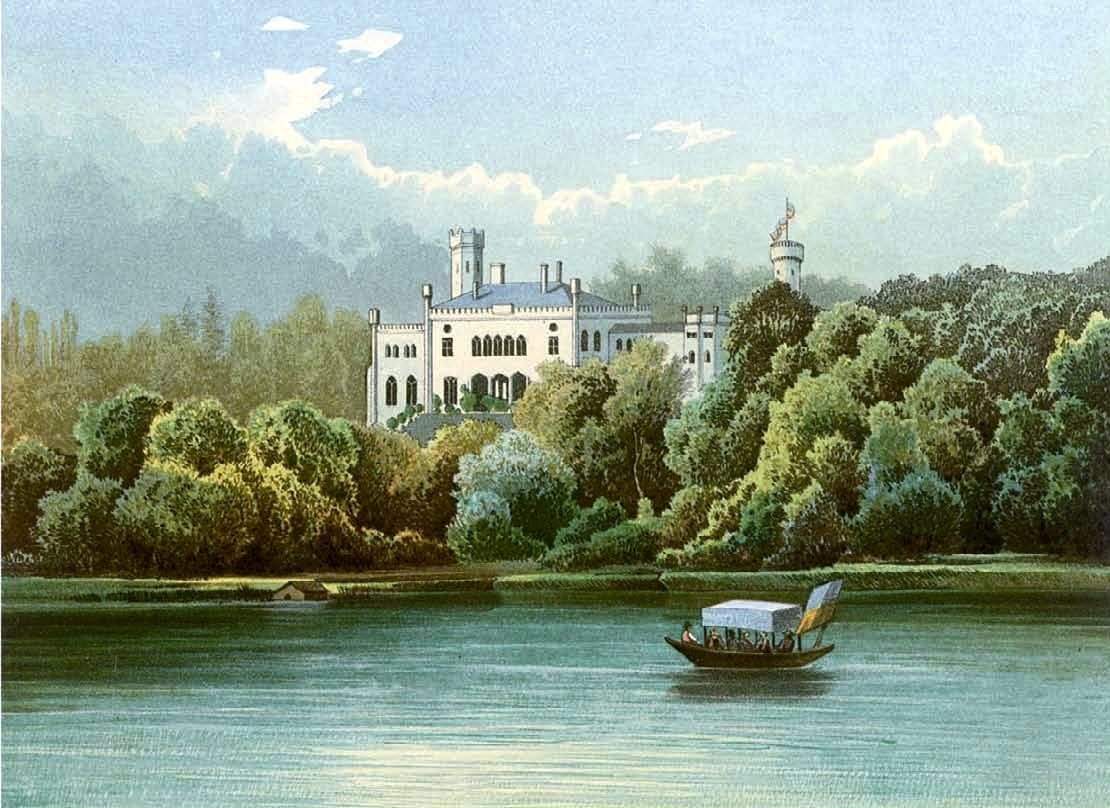